# Danielle Tabor
Danielle Tabor (* 1984) ist eine britische Schauspielerin.
Bekannt wurde Tabor durch die Harry-Potter-Reihe, in der sie Angelina Johnson, eine der drei Quidditch-Jägerinnen vom Hause Gryffindor, spielte. Diese Figur spielte sie allerdings nur in den ersten drei Filmen, danach wurde die Rolle mit Tiana Benjamin neu besetzt. Daneben trat Tabor in einer Reihe von britischen Fernsehserien auf. Stand 2017 arbeitet sie inzwischen als Fitnesstrainerin.

## Filmografie (Auswahl)
- 2001: Harry Potter und der Stein der Weisen (Harry Potter and the Philosopher’s Stone)
- 2002: Harry Potter und die Kammer des Schreckens (Harry Potter and the Chamber of Secrets)
- 2003: UGetMe (Fernsehserie, 1 Folge)
- 2004: Landers
- 2004: Harry Potter und der Gefangene von Askaban (Harry Potter and the Prisoner of Azkaban)
- 2004: The Mysti Show (Fernsehserie, 21 Folgen)
- 2006: Casualty (Fernsehserie, Folge Different Worlds: Part 1)
- 2009: The Bill (Fernsehserie, Folge Teenage Kicks: Part 1)
- 2009: Law & Order: UK (Fernsehserie, Folge Unloved)
- 2012: Doctors (Fernsehserie, Folge My Cherie Amour)
- 2017: DanTDM Creates a Big Scene (Fernsehserie, 6 Folgen)